# Pendule (attraction)
Pour les articles homonymes, voir Pendule.

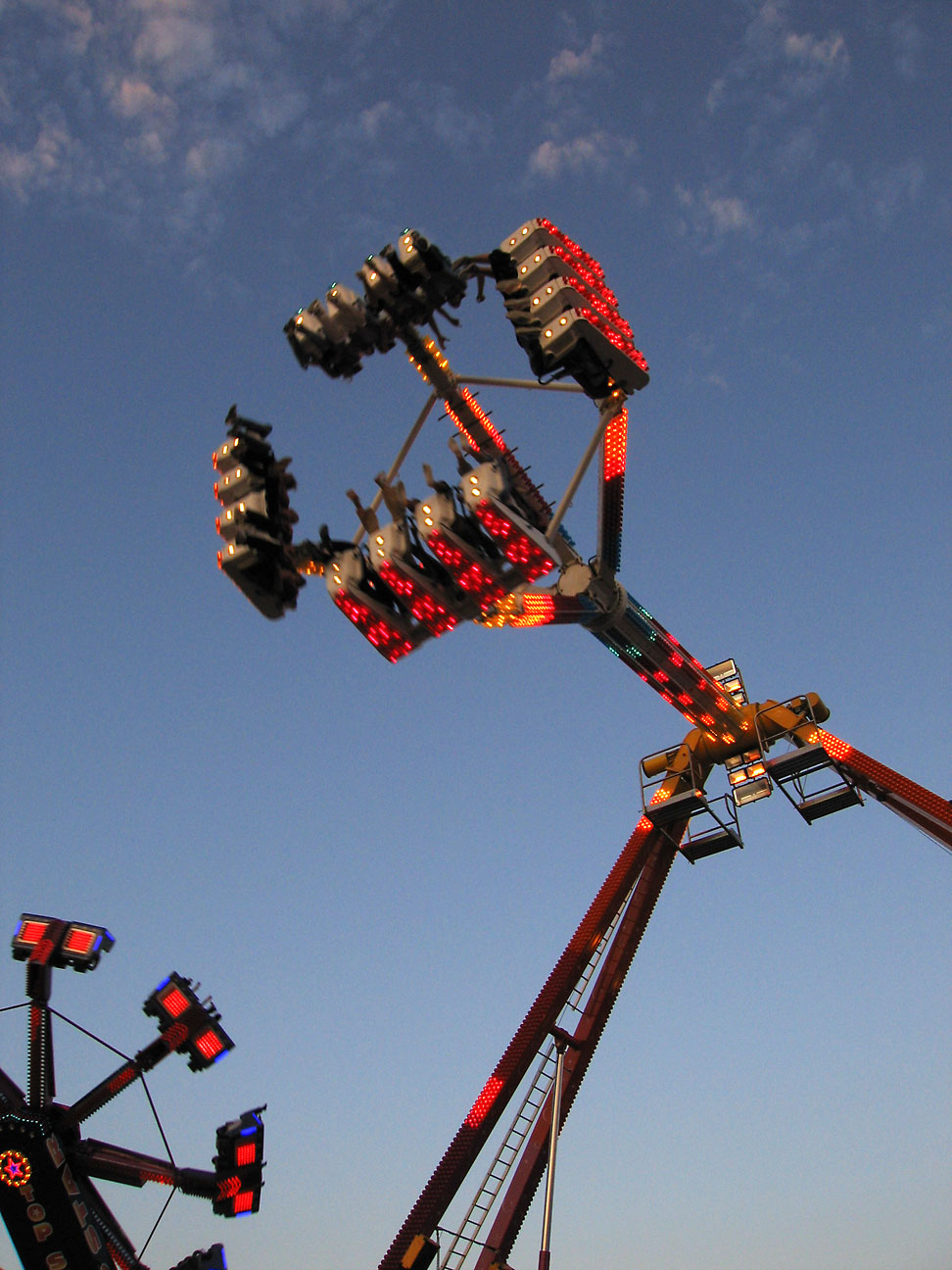
Une attraction Freak Out en plein balancement

Les attractions de type pendule ou attraction pendulaire sont des attractions basées sur le mouvement des pendules. Ce type d'attraction comprend aussi les attractions effectuant des rotations complètes, basées sur le même principe.

## Principe
Ces attractions sont principalement des bras attachés à un support quadripode par une extrémité ou le centre. À l'autre extrémité du bras, un ensemble appelé nacelle permet d'accueillir des passagers.
Les modèles de ce type d'attractions différent par la forme de la gondole et les possibilités de mouvement du bras. Certains peuvent faire une rotation totale. La gondole peut tourner par rapport à l'axe du bras ou avoir des éléments mobiles, tournant sur eux-mêmes.
Le bras peut aussi effectuer des rotations complètes offrant aux passagers des moments avec la tête en bas. Il est possible d'intensifier les sensations en arrêtant la rotation.
Il existe des variantes avec un support constitué d'une simple tour.

## Les différents types d'attractions pendulaires
- Bateau à bascule ou « bateau-pirate », la version traditionnelle à angle maximal de 180° ;
  - Looping Starship, version à rotation complète ;
- Le Tapis volant, version à nacelle restant parallèle au sol avec 2 supports ;
- Boomerang, produite par Fabbri Group, version à nacelle circulaire pleine ;
- Frisbee de Huss Park Attractions, version à nacelle circulaire creuse ;
  - ainsi que deux variantes ;
  - les déclinaisons de l'Afterburner/Fireball produite KMG, à 6 nacelles au lieu d'une circulaire ;
    - La déclinaison Evolution avec 10 nacelles ;
    - Freak Out de KMG avec 4 nacelles ;

  - Screamin' Swing de S&S Worldwide, version à deux bras, contrepoids et nacelle non circulaire ;
- Ranger, version avec un bras attaché à un support vertical unique et nacelle en forme de banane ;
  - Le Rainbow/1001 Nachts/Ali Baba version sans rotation complète mais à nacelle restant parallèle au sol ;
  - Kamikaze, version à deux bras du Ranger ;
- Traum Boot de Weber, version à nacelle plane du Ranger ;
- Topple Tower est une combinaison d'un manège rotatif à élévation et d'un pendule à nacelle circulaire pleine.